# برايان تومسن
برايان تومسن (بالإنجليزية: Brian Thomsen)‏ (13 أبريل 1959 - 21 سبتمبر 2008، بروكلين في الولايات المتحدة)؛ روائي أمريكي.